# Edifício Altino Arantes
Edifício Altino Arantes (taktéž Edifício do Banespa nebo Banespão) je mrakodrap v São Paulu v Brazílii. Byl postaven v letech 1939–1947. Jedná se o administrativní budovu poskytující prostory o rozloze 17 951 m2. Dosahuje výšky 161 m a má 36 poschodí. Jejími architekty byli Plinio Botelho do Amaral a Camargo & Mesquita.